# 半田健人のオールナイトニッポン
『半田健人のオールナイトニッポン』（はんだけんとのオールナイトニッポン）は、2009年1月10日よりニッポン放送の深夜番組『オールナイトニッポン』で放送されていたラジオ番組。

## 概要
俳優でありながら昭和歌謡、高層ビル、鉄道など幅広い趣味を持つ半田健人がパーソナリティーを務める『オールナイトニッポン』。「リスナーの知識欲刺激する」を番組のテーマとし、毎週1つのモノを中心に掘り進めていた。オンエア曲もテーマにまつわるものである。エンディング・テーマは尾崎紀世彦の「また逢う日まで（英語ver.）」

## コーナー
チョイ河ドラマ
その週のテーマとなっているモノについてラジオドラマ形式で歴史を紹介する。（80年代後半のフジテレビ深夜番組「カノッサの屈辱」風）
スポット THE セブン
その週のテーマとなっているモノと色々な場所の関連性について掘り進める。
深夜2時の達人テレフォン
その週のテーマに関連する達人に電話をつなぎ、半田がどの分野の達人か当てる。さらにその後達人と半田が熱く語ることもある。
半田がHANDAN! トゥルー or ダウト
その週のテーマとなっているモノに関する俗説や噂などについて、半田が正しい（トゥルー）か間違っている（ダウト）かを当てる。
半田セレクション
その週のテーマに基づいて半田の独断で選曲する。
イントロなしおちゃん
歌謡曲のイントロを作詞して送るコーナー。送られてきた歌詞をイントロ保護委員会理事長の半田ケントロが実際にイントロにのせて歌う。テーマは自由。現在、課題曲を募集中（4月19日現在）。
過去の課題曲：山本リンダ「狙いうち」、尾崎紀世彦「また逢う日まで」、かぐや姫「神田川」
半田先生の青春テレフォン
無駄に爽やかな半田先生が生電話でリスナーの悩み相談にのる。シチュエーションとして学校が設定されているが、リスナーの年齢制限はなく、悩みのテーマも自由。
インスト　ア　ライブ
半田の持ち込み企画で、歌謡曲のインストゥルメンタル作品を半田の実況付きでオンエア。

## 番組のテーマ及び内容

### 2009年
| 回 | 放送日  | テーマ             | 半田セレクション                                                         | 内容等 | ゲスト                                                       |
| -- | ------- | ------------------ | ------------------------------------------------------------------------ | --- | ------------------------------------------------------------ |
| 1  | 1月10日 | デンワ             | 赤ちょうちん／かぐや姫                                                   | 達人テレフォン：テレホンカード鑑定の達人 |                                                              |
| 2  | 1月17日 | カレーなる体験     | 荻窪二丁目／南こうせつ                                                   | 達人テレフォン：レトルトカレー収集家 半田にとってカレーライスは美空ひばりみたいなもの |                                                              |
| 3  | 1月24日 | お風呂             | 神田川／かぐや姫                                                         | 達人テレフォン：温泉ソムリエの家元 リスナーと初の生電話（アナウンサー志望の女子学生の悩み相談） 中尾彬のモノマネをする |                                                              |
| 4  | 1月31日 | ビル               | 19:00の街／野口五郎                                                      | 吉井は途中で帰る予定だったが、最後まで居て、時折テーマそっちのけで歌謡曲話で盛り上がった 吉井セレクション：ウォンテッド／ピンクレディ、1977年 | 吉井和哉                                                     |
| 5  | 2月14日 | 恋                 | 恋はみずいろ／ポール・モーリア                                           | バレンタイン企画ラジコン（ラジオで合コン）を開催 |                                                              |
| 6  | 2月21日 | 昭和歌謡           | 恋に首ったけ／ジャッキー吉川とブルー・コメッツ                           | 達人テレフォン：昭和歌謡DJ 「教えて！半田先生」と題して、リスナーから昭和歌謡に関する疑問や質問を募った |                                                              |
| 7  | 2月28日 | 学校               | Evergreen／Raphael                                                       | リスナーと生電話（卒業式に出席したくない高3男子の悩み相談） 本番中に半田の高校時代の級友からメール投稿される |                                                              |
| 8  | 3月7日  | シール             | あぁエキセントリック少年ボウイ／エキセントリック少年ボウイオールスターズ | シールナンバーワン決定戦を開催 |                                                              |
| 9  | 3月14日 | 合コン             |                                                                          | ホワイトデー企画第2回ラジコンを開催 新コーナー「イントロなしおちゃん」が始まる |                                                              |
| 10 | 3月21日 | コンビニ           | 真夜中のギター／千賀かほる                                               | 新コーナー「半田先生の青春テレフォン」が始まる。初回は、女子校の人間関係が面倒だと悩む高1女子の悩み相談 コンビニ配送ドライバーと生電話 |                                                              |
| 11 | 3月28日 | 東京               | 新宿、泪知らず／渚ようこ×半田健人                                        | オープニングは半田が東京駅の丸の内口から中継した。東京駅からニッポン放送に向かって歩きながら東京について語るも、ニッポン放送までが想定外に遠くてなかなかたどり着けなかった。 青春テレフォン：今春、青森から上京してくる19歳の女性美容師 |                                                              |
| 12 | 4月11日 | ジーンズ           | ブルージンの子守唄／萩原健一                                             | 青春テレフォン：友達作りの下手な友人を持つ高2女子 |                                                              |
| 13 | 4月18日 | 南こうせつ         | マキシーのために／かぐや姫                                               | 半田による「神田川」の生弾き語りで番組スタート 「クイズ！神田川でDON！」（生電話企画）：「神田川」を聞いて、誰がカバーしているものかを当てるゲーム。 「こうせつクリニック」：お悩みメールに南こうせつの歌を処方する。 「こうせつニュース」「こうせつウェザーニュース」「こうせつトラフィック情報」：それぞれ、こうせつ限定のニュース、天気予報、交通情報を流す。 |                                                              |
| 14 | 4月25日 | 時刻表             | やってくれたぜお嬢さん／鶴間エリ                                         | 「エア東京〜長崎間旅行」と称して、半田が鉄道旅行中で、その車中から放送しているかのように演出。 駅メロDON！（生電話企画）：駅メロでイントロ早押しゲーム。しかし出題された問題がマニアック過ぎ、「鉄ちゃん」の回答者も不正解を連発する。 |                                                              |
| 15 | 5月2日  | トランプ           | ザ・マジック／朝風まり                                                   | 生電話でマジシャンとつなぎ、カードマジックを披露してもらう。 トランプ検証と称し、「大富豪」「神経衰弱」の改善案をリスナーから募った。 |                                                              |
| 16 | 5月9日  | レスポール         | SLAPSTICK LIFE／P.A.F.                                                   | レスポールギターの特集。特に伝説の1959年製のレスポールギターについて語る。 ゲストには総額6000万円（時価）以上の'59年製レスポールギターが登場し、そのサウンドを披露してもらう。 青春テレフォン：ギターのFコードが押さえられない女子高生。 新コーナー「インスト ア ライブ」が始まる（尾崎紀世彦「また逢う日まで」） | '59年製レスポールギター                                      |
| 17 | 5月16日 | 追悼三木たかしさん | 心の瞳／坂本九                                                           | 当初のテーマは「お弁当」であったが、昭和歌謡に造詣の深い半田健人は2009年5月11日に逝去した作曲家三木たかしに敬意を表し、追悼特集にテーマを変更。 EDテーマは通常時と異なり、三木たかしにちなみテレサ・テン「時の流れに身をまかせ」だった。 インスト ア ライブ：森山良子「禁じられた恋」 | 作詞家荒木とよひさ・作曲家都倉俊一（ともにインタビュー出演） |
| 18 | 5月23日 | お弁当             | レッツ・ゴー・運命／寺内タケシとバニーズ                                 | 「半田クッキング」のコーナーでアンパンマンのキャラ弁に挑戦。しかし本人曰く「これまでの番組中、最もテンションが下がった」出来になってしまう。 半田曰く、お弁当とは「ただの食べ物ではなく」「人と人をつなぐもの」である。番組の最後には半田の母親からのお弁当が届く。高校時代以来の味は「おいしい」とのこと。番組最後のお弁当のミライは、「叶姉妹も弁当持参!」だった。 青春テレフォンは、手作り弁当に一切の感想を言わなかった彼氏に不満を持った女性の悩み相談。 インスト ア ライブ：ザ・スプートニクス「夢見るギター」 |                                                              |
| 19 | 5月30日 | 横浜               | One more time, One more chance／山崎まさよし                             | タイムスリップ風に横浜の歴史を紹介。番組最後の横浜のミライは「国家として独立する」だった。 インスト ア ライブ：「ある愛の歌」 |                                                              |
| 20 | 6月6日  | 1993、Jリーグ元年  | 世界中の誰よりきっと／中山美穂&WANDS                                     | 2010年ワールドカップ南アフリカ大会最終予選「日本 VS ウズベキスタン戦」の中継のため、ニッポン放送では10分遅れての放送となった。 六本木のスポーツバーと中継をつないで、ワールドカップ出場に沸く店内の熱気を伝えた。 リスナー参加企画として、「93年Jリーグクイズ王決定戦」を開催。半田とリスナー2人で争われたが、半田が優勝を収めた。 93年当時、半田は東京ヴェルディのファンで、菊池新吉が好きだった。 インスト ア ライブ：松本英彦クインテット「恋の季節」 |                                                              |
| 21 | 6月13日 | アンパンマン       | ギターを弾いてよ／あゆ朱美                                               | 「半田教授のあんキャラ講座」と題して、半田がアンパンマンの登場キャラについて独自の見解を展開した。その中で、実際の俳優で映像化するなら、アンパンマンはチャン・ツィイー、しょくぱんまんはペ・ヨンジュン、国内でならば、アンパンマンは新垣結衣で、ドキンちゃんは西川史子だと述べた。 他に、アンパンマンとその仲間たちのトリビア情報を紹介した「アンパンマントリビア」やリスナーが生電話で参加した「アンパンマンクイズ王決定戦」が企画された。 インスト ア ライブ：宮間利之&ニューハード「悲しき天使」 |                                                              |
| 22 | 6月20日 | 浜崎あゆみ         | present／浜崎あゆみ                                                      | 「浜崎あゆみ研究」と称して、歌詞（作詞手法やフレーズ傾向）、CDセールスの傾向と世間への影響（シングル売り上げ枚数ベスト5）、伝説といった様々な角度から、半田が浜崎あゆみを分析し語った。 |                                                              |
| 23 | 6月27日 | ターミネーター     | カリフォルニア・コネクション／水谷豊                                     | 小松政夫が淀川長治のモノマネでOPとEDのナレーションを務めた。 半田はスタジオに用意されたデッキで「ターミネーター2」のDVDを視聴しながら、番組を進行。時折、半田によるターミネーター実況が差し込まれた。 生電話企画として、ターミネータークイズ王決定戦が企画された。 インスト ア ライブ：フローラポップス70「交響曲第9番新世界」 | 小松政夫（録音でナレーションのみの出演）                     |
| 24 | 7月4日  | クーラー           | 渚のカンパリソーダ／寺尾聰                                               | "半田健人のオールナイトニッポン調べ 東京都内、ここのクーラーが効いているよ選手"と称して、都内の主要スポット（テレビ局や国会議事堂、コンビニ、地下鉄など）の室内温度を調査。一位はヨドバシカメラ錦糸町店のエアコン売り場であった。 "知られざる電車用エアコンの世界"では、電車用クーラーに詳しい半田がその歴史などを語った。 「教えて！クーラーの秘密」ということで、クーラー整備士と生電話でつないだ。 インスト ア ライブ：田畑貞一とアバンギャルド 「テネシーワルツ」 |                                                              |
| 25 | 7月18日 | 海                 | 海は恋してる／ザ・リガニーズ                                             | 「もっと知りたい海の中！クイズ海底2万マイル」と称して、放送当日に築地で仕入れてきた海の幸をかけて、半田が海にまつわるクイズ全4問に挑戦した。しかし、1問しか正答できず、イカを一口しか食べられなかった。 生電話では、水中写真家とつなぎ話を聞いた。 日本スイカ割り協会認定公式ルールにのっとり、ニッポン放送の廊下で半田がスイカ割りを断行。2度目の挑戦で見事に命中させた（果肉は黄色）。 インスト ア ライブ：宮川泰とオーケストラ「経験」 実験的に半田の実況は無しだった。 |                                                              |
| 26 | 7月25日 | 花火               | 夢想花／円広志                                                           | OPは隅田川の花火大会のロケ。この部分のみ録音。半田が直々に出向き、花火を実況したり、客にインタビューをした。 打ち上げ花火にかけて、歌手や芸人の一発屋の特集が組まれた。 | 元ドロンズの大島直也（生電話出演）                           |
| 27 | 8月1日  | 作詞家・阿久悠     | 夢追いびとよ／黛ジュン                                                   | | 作曲家都倉俊一（生電話出演）                                 |
| 28 | 8月8日  | ペット             | 目覚めた時には晴れていた／伝書鳩                                         | 特別企画「箱の中身はなんじゃろな」から番組スタート。半田が箱の中に手を入れて、その感触だけで箱の中身を当てるというもので、後にもう1回行われた（1回目はひよこ、2回目はハムスター）。「あのスターペットは今！？」では、世間を一世風靡した動物たちの過去と現在を、半田が気になる順にベスト5という形で紹介した。また、スタジオにカブトムシとクワガタムシを実際に持ち込み、「虫相撲有楽町場所」と称して相撲対決を行った（初戦はカブトムシ、第2戦はクワガタムシが勝者）。応援団として鈴虫が傍らに置かれた。 半田は鳥が大好きで、幼少の頃、幼稚園で飼育されていたニワトリと心を通じ合わせ、そのニワトリを小脇に挟んで園内を走っていた。 インスト ア ライブ：黒猫のタンゴ | ヒヨコ、ハムスター、クワガタムシ、カブトムシ、鈴虫           |
| 29 | 8月15日 | ふるさと           | 帰郷／尾崎紀世彦                                                         | お盆特別企画として「47都道府県のお友達できるかな！？」を開催。2時間の放送中に47都道府県のリスナーと友達になるというもので、メール・FAX・電話による受付を行った。結果、47都道府県のうち16都道府県のリスナーと電話をつなぎ、友達認定をした。 |                                                              |
| 30 | 8月22日 | レコード           |                                                                          | |                                                              |
| 31 | 9月12日 | ヘッドフォン       | 喝采／ちあきなおみ                                                       | インスト ア ライブ：ピンクレディー「サウスポー」 |                                                              |
| 32 | 9月19日 | 作曲家・都倉俊一   |                                                                          | | 作曲家・都倉俊一                                             |
| 33 | 9月26日 | 華麗なる低音の世界 |                                                                          | | ベーシスト・江藤勲                                           |
| 34 | 10月3日 | ラジオ             |                                                                          | ニッポン放送のイマジンスタジオでの公開放送を行った。 南こうせつが番組にメッセージを送ってくれた。 |                                                              |

## 特別番組による休止など

### 2009年
- 2月7日：新オンガク生活ラジオ オールナイトニッポン アーティストトークスペシャル Supported by mu-mo（倖田來未・持田香織・RIP SLYME）
- 4月4日：川村カオリの為のオールナイトニッポン （川村かおりが体調不良のため欠席。急遽、鈴木おさむが代理でパーソナリティーをつとめた。）
- 6月6日：ニッポン放送のみ2010 FIFAワールドカップ・アジア予選、日本 vs ウズベキスタンを中継したため25:10からの放送となり、冒頭の10分はネット局への裏送りで放送された。
- 7月11日：ファン太郎のオールナイトニッポン
- 8月29日：オールナイトニッポン 20世紀少年〜最終章〜SP
- 9月5日：オールナイトニッポン 少女マンガナイト『花とゆめ』SP（中川翔子）